# Площадь князя Александра I
Площадь князя Александра I (болг. площад Княз Александър I), также известная как Площадь Баттенберг (болг. площад Батенберг) — площадь в центральной части Софии, столицы Болгарии. Она носит имя Александра Баттенберга, первого князя Болгарии из германской династии Баттенбергов.
На площади находится бывший Царский дворец, в котором сегодня расположен Национальный этнографический музей и часть Национальной галереи. С 1949 года на площади находился мавзолей Георгия Димитрова, взорванный и снесённый в августе 1999 года.

## История
Площадь существовала и до обретения Болгарией независимости от Османской империи, но находилась в 200 метрах к югу от её текущего местоположения. Фактически, площадь «передвигалась», по крайней мере, дважды в своей истории. До того, как в конце XIX века был введён новый городской план столицы, площадь была расположена за пределами Городского сада, который тогда был меньше, а площадь находилась на месте сегодняшнего фонтана перед Национальным театром Ивана Вазова. Во время Третьего Болгарского царства площадь была расположена к западу от дворца, где сегодня расположена автостоянка между галереей и Партийным домом, а территория нынешней площади являлась частью дворцовых садов
В период коммунистического строя в Болгарии площадь переместилась на своё нынешнее место, то есть к югу от галереи, и называлась площадью 9 сентября, с южной стороны которой был построен мавзолей Георгия Димитрова, который в 1999 году был уничтожен. 
В настоящее время площадь князя Александра I составляет около 100 м в длину и 30 м в ширину, и, согласно некоторым картам, она простирается ещё на 50 м к северо-западу, вдоль бульвара Царя-Освободителя, в районе между бывшим Партийным домом и Болгарским народным банком.

## События
На площади регулярно проводятся концерты, в частности, новогодние, например, Горана Бреговича в ночь на 1 января 2010 года или международная церемония награждения музыкальной премии ТВ Балканика в мае 2010 года. В декабре 2007 года на площади была воздвигнута специальная 30-метровая рампа и было привезено 250 тонн снега для проведения этапа чемпионата мира по сноуборду.